# SEG Apartment Tower
Der SEG Apartment Tower (auch: SEG-Wohnturm oder SEG Wohnturm) ist ein Hochhaus im 22. Wiener Gemeindebezirk Donaustadt und wurde von dem Wiener Architektenbüro Coop Himmelb(l)au geplant. Das Gebäude ist 82 Meter hoch (Bausubstanz), wobei sich auf einer Höhe von 60 Metern ein Aussichtsdeck befindet. Einschließlich der Antenne erreicht der Turm 90 Meter Höhe.

## Lage
Das Hochhaus liegt an der Wagramer Straße umgeben von der Alten Donau und anderen Hochhäusern. Die nächste Station der U-Bahn-Linie 1 ist die U-Bahn-Station Alte Donau.

## Ausstattung
Die Fassade wurde als Doppelfassade errichtet, welche für eine konstante Innentemperatur und Luftqualität sorgt. Bei der Entwicklung des Gebäudes wurde darauf geachtet, alle Bedingungen eines Passivhauses zu erreichen. Die 70 Wohnungen haben eine Größe von 55 m² bis 130 m², im Gebäude finden sich Arztpraxen.
Eine Besonderheit stellt unter anderem die im neunten Stock gelegene Skylobby dar. Die 350 m² große Lobby ist ein Gemeinschaftsraum.
Der Turm wurde 1999 von der Zentralvereinigung der Architekten Österreichs mit dem Österreichischen Bauherrenpreis ausgezeichnet.